# Nørre Kongerslev
Nørre Kongerslev ligger i det østlige Himmerland og er en lille landsby med 248 indbyggere  (2024). Byen er beliggende i Aalborg Kommune, der tilhører Region Nordjylland. Byens navn kan dateres tilbage til 1390, hvor man første gang støder på stavemåden: Nørkwngæsløf. Første led i bynavnet, som er fælles med "Sønder Kongers-lev", er antagelig genitiv af olddansk kunung. Andet led -lev betyder efterladenskab, arvegods eller ejendom . Dermed refereres formentligt til, at kongen op gennem de forrige århundreder ejede anseelige arealer i og omkring Lille Vildmose.
Byen er beliggende på kanten af et bakkelandskab, som grænser op til Lille Vildmose. 2 kilometer mod syd ligger nabobyen Kongerslev. 1,5 kilometer vest for byen ligger Refsnæs, hvis historie kan føres tilbage til den første halvdel af det 14. århundrede. 2 kilometer øst for byen ligger kalkklinten Kællingbjerg, hvor der er fundet rester af en gravplads fra Jernalderen.
Nørre Kongerslev Kirke ligger midt i byen.